# 논산 신풍리 마애여래입상
논산 신풍리 마애여래입상(論山 新豊里 磨崖如來立像)은 대한민국 충청남도 논산시 신풍리에 있는, 마애불 입상이다. 고려시대에 만들어진 불상이며, 1976년 1월 8일 충청남도의 유형문화재 제54호로 지정되었다.

## 개요
충청남도 논산시 부적면 고정산 정상의 남쪽 바위면에 얕은 선으로 새긴 높이 3.5m의 불상이다.
머리에는 작은 소라 모양의 머리칼을 붙여 놓았으며, 정수리 부근에 있는 상투 모양의 머리묶음은 비교적 큼직하게 표현되었다. 가늘고 긴 눈, 뭉뚝한 코, 조그만 입 등은 고려시대 지방화된 불상 양식을 잘 보여준다. 옷은 양 어깨에 걸쳐 입고 있으며, 전면에 날카로운 V자형의 옷주름이 형식적으로 새겨져 있다. 부처의 몸에서 나온 빛을 형상화한 광배(光背)는 배(舟)모양이며, 머리광배에는 3구의 작은 부처를 새기고 가는 선으로 불꽃무늬를 조각하였다.
고려시대 불상에서 나타나는 형식적인 면과 지방양식을 함께 보여주고 있는 작품이다.

## 현지 안내문
고정산(高井山) 정상에 있는 암벽에 돋을 새김된 마애불로 영사암(永思庵)에 속하였던 사찰(寺刹) 불상으로 여겨진다. 큰 얼굴에 가늘고 긴 눈과 넓적한 코에 비하여 입은 조그맣고 조각도 빈약해 보인다. 커다란 체구에 어깨는 넓고 평행하게 표현하여 장대하나 도식적인 느낌을 준다. 법의는 양쪽 어깨를 지나서 가슴에 모아지는데 옷 주름이 V자에 가깝게 경직되어 있으며, 두 손은 앞으로 모아 마주잡고 있으나 마멸(磨滅)로 인해 손 모양은 알 수 없다. 광배(光背)는 배의 모양(舟形)인데 두광(頭光)의 표시 없이 3구의 화불(化佛)을 조각하였고, 신광(身光)은 음각의 가는 선으로 불꽃무늬(火焰紋)를 나타내고 있다. 조각기법이 둔중한 편으로 고려시대 지방 양식의 특징을 보여준다.

## 참고 자료
- 논산신풍리마애불 - 국가유산청 국가유산포털